# Grande Missione

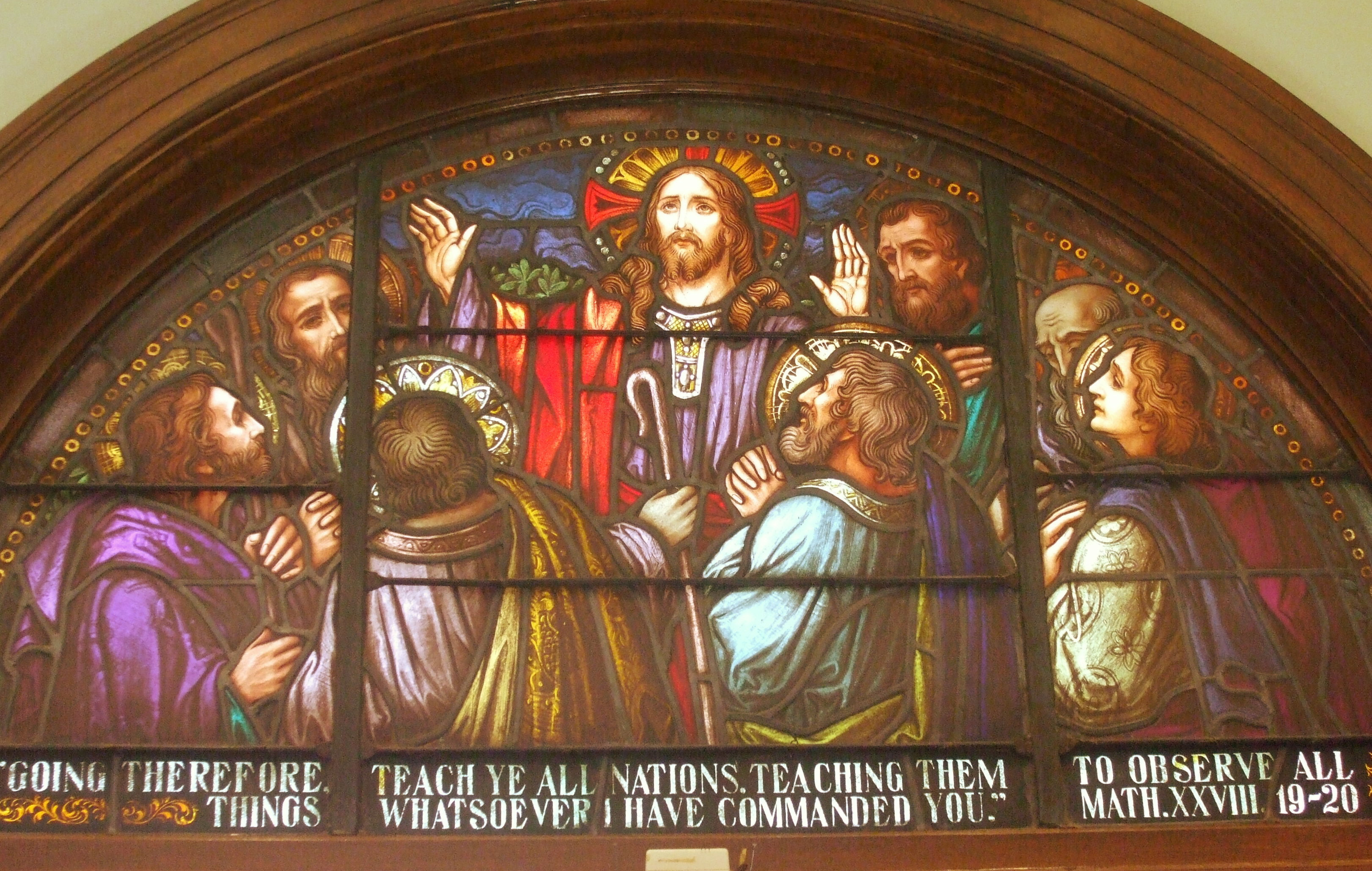
La Grande Missione, vetrata istoriata nella Cattedrale di San Patrizio a El Paso, Texas

Nel cristianesimo, col termine di Grande Missione (o missione universale dei discepoli) si indica l'istruzione data da Gesù risorto ai suoi discepoli di diffondere il vangelo a tutte le nazioni del mondo. L'episodio viene riportato in Matteo 28,16-20, quando su una montagna della Galilea Gesù chiama i suoi discepoli a battezzare tutte le nazioni nel nome del Padre, del Figlio e dello Spirito Santo.
La Grande Missione è un episodio simile alla missione dei dodici apostoli che si trova nei vangeli sinottici, anche se essa presenta delle differenze sostanziali. Luca pure pone Gesù ad insegnare ai suoi discepoli nel corso del suo ministero, inviandoli in tutte le nazioni e dando loro il potere di scacciare i demoni, come pure i settanta discepoli. La dispersione degli apostoli riportata in Marco 16,9 si pensa sia un'aggiunta del II secolo d.C. sulla base degli episodi narrati da Matteo e da Luca.
L'episodio è diventato significativo nella teologia cristiana per l'enfatizzazione del ministero in nome di Gesù, del lavoro missionario, dell'evangelizzazione e del battesimo. Gli apostoli si dice si siano dispersi nei pressi di Gerusalemme e siano giunti ovunque. La visione escatologica del Preterismo crede che la Grande Missione e altre profezie bibliche si siano realizzate entro il I secolo d.C. mentre il Futurismo cristiano crede che esse si realizzeranno solo con la seconda venuta di Gesù sulla terra.
Alcuni ricercatori della storicità di Gesù hanno visto la Grande Missione hanno visto nelle parole di Gesù non tanto il suo pensiero quanto piuttosto quello della comunità cristiana nella quale il vangelo venne scritto. Alcuni studiosi, come ad esempio John Dominic Crossan, ritengono possibile che Gesù abbia dato questo messaggio agli apostoli in vita come riportato nei vangeli, mentre secondo altri questa sarebbe un'aggiunta successiva per suffragare il ruolo della chiesa come legittimo successore di Gesù.

## Storia
Non è dato a sapere chi abbia coniato il termine di Grande Commissione, reso popolare poi dagli studi di Hudson Taylor.

## Il racconto del Nuovo Testamento
La versione più nota della Grande Missione è riportata in Matteo 28,16-20:
Secondo il cap. 10 di Matteo, Gesù comandò ai suoi discepoli di proclamare l'arrivo del regno di Dio e di "guarire i malati, risuscitare i morti, curare i lebbrosi, scacciare i demoni..." Marco 6 e Luca 9 riportano pure queste istruzioni date ai discepoli. La Grande Missione è il comandamento di proclamare la buona novella - il regno è venuto con la dimostrazione del potere di Dio attraverso suo Figlio. San Paolo, successivamente, profetizzò che uno dei segni degli ultimi giorni del mondo sarà il silenzio del potere di Dio. Egli disse a Timoteo di non associarsi a quanti si sono dati ai piaceri rinnegando la potenza di Dio (2 Tim 3,5). Ai Corinzi, san Paolo disse di non parlare né di basarsi "su discorsi persuasivi di sapienza, ma sulla manifestazione dello Spirito e della sua potenza." (1 Cor 2,4)
Altre versioni della Grande Missione si possono trovare in Marco 16,14-18, Luca 24,44-49, Atti 1,4-8 e Giovanni 20,19-23}. Nel vangelo secondo Luca, Gesù dice ai discepoli di predicare il ravvedimento e il perdono, e promette che avranno il potere da Dio. Nel vangelo secondo Giovanni, Gesù dice ai discepoli che riceveranno lo Spirito Santo e l'autorità di perdonare i peccati e di perdonare. Negli Atti degli Apostoli, Gesù promette ai discepoli che lo Spirito Santo li ispirerà nelle loro parole e nei loro atti. Tutti questi passaggi sono composti da parole di Cristo dette dopo la sua risurrezione.
La chiamata a portarsi nel mondo presente in Mt 28 è preceduta da quattro capitoli prima quando Gesù dice che il messaggio del vangelo sarà noto a tutti i rappresentanti delle nazioni, e che la fine verrà.

## Interpretazione
La Grande Missione indetta da Gesù è stata interpretata dai cristiani come il dovere della predicazione, di fare proselitismo, di insegnare e di battezzare. Sebbene tale comando venne inizialmente dato da Gesù solo agli apostoli, la teologia cristiana ha interpretato tale missione come diretta a ciascun cristiano di tutti i tempi e di ogni luogo della terra, in particolare perché essa sembra muovere i propri passi dall'alleanza di Dio con Abramo presente nel libro della Genesi 12,3. 
I commentatori del vangelo hanno spesso posto in contrasto la Grande Commissione con la prima commissione già data agli apostoli in Matteo 10, 5-42, dove essi ricevettero la commissione di agire tra gli ebrei, che Gesù definisce "pecorelle smarrite della casa di Israele". (Mt 15,24)
Il preterismo crede che la Grande Commissione si sia compiuta da subito basandosi sui passaggi del Nuovo Testamento che riportano "ed essi uscirono e predicarono ovunque" (Mc 16,20), "il vangelo che avete udito, che sia proclamato in tutte le nazioni sotto questo cielo (Colossesi 1,23) e "a colui che può fortificarvi secondo il mio vangelo e il messaggio di Gesù Cristo, conformemente alla rivelazione del mistero che fu tenuto nascosto fin dai tempi più remoti, 26 ma che ora è rivelato e reso noto mediante le Scritture profetiche, per ordine dell'eterno Dio, a tutte le nazioni perché ubbidiscano alla fede" (Rom 16,25–26).
L'Antico Testamento contiene alcuni passi che indicano la volontà divina che tutte le nazioni e le famiglie dei popoli della Terra siano salve, dato che appartengono a Lui che domina su tutti i popoli e scruta i cuori di tutti gli abitanti: Salmi 33,13-15, Salmi 22,28-29, Genesi 12,3, Esodo 19,5-6, Isaia 45,22-24 ("Volgetemi a me e sarete salvi, voi tutti confini della Tera.."), Isaia 45,8-12 ("Si radunino tutti i popoli e si raccolgano tutte le nazioni...Voi siete miei testimoni"), Isaia 25,6-10, Isaia 60,1-4, Zc 8,20-23.